# Махтура Сергій Михайлович
Махтура Сергій Михайлович (2 березня 1976 — 10 грудня 2015) — солдат Збройних сил України, учасник російсько-української війни.

## Життєвий шлях
Народився 2 березня 1976 року в селі Дніпрельстан (нині — Панькове) Солонянського району Дніпропетровської області. Закінчив загальноосвітню школу.
У березні 2015 року добровольцем мобілізований до лав Збройних Сил України. Служив у 30-й окремій механізованій бригаді Сухопутних військ Збройних Сил України (військова частина А0409, місто Новоград-Волинський Житомирської області).
З 2015 року брав участь в антитерористичній операції на сході України.
10 грудня 2015 року солдат Махтура загинув від кулі снайпера на блокпосту поблизу селища міського типу Луганське Артемівського (нині — Бахмутського) району Донецької області.
15 грудня 2015 року похований на кладовищі села Панькове Солонянського району Дніпропетровської області.

## Нагороди та вшанування
- Вшановується в меморіальному комплексі «Зала пам'яті», в щоденному ранковому церемоніалі 10 грудня[1][2].